# آدم ديكر
آدم ديكر (بالمجرية: Decker Ádám)‏ هو لاعب كرة الماء مجري، ولد في 29 فبراير 1984 في بودابست في المجر.

## وصلات خارجية
- آدم ديكر على موقع الاتحاد الدولي للسباحة (الإنجليزية)
- آدم ديكر على موقع الاتحاد المجري لكرة الماء (الهنغارية)
- آدم ديكر على موقع اللجنة الأولمبية الدولية (الإنجليزية)
- آدم ديكر على موقع أوليمبيديا (الإنجليزية)
- آدم ديكر على موقع اللجنة الأولمبية المجرية (الهنغارية)